# Stade Ahmed Bsiri
El Stade Ahmed Bsiri (en árabe: ملعب أحمد البصيري‎), también conocido como Stade Municipal de Bizerte, es un estadio de fútbol ubicado en la ciudad de Bizerte en Túnez.

## Historia
Fue construido en el año 1965 como una de las sedes de la Copa Africana de Naciones de la cual Túnez fue el país organizador.
Desde su creación hasta 1985 fue la sede del CA Bizertin hasta que se mudaron al Stade du 15-Octobre, aunque lo usan los equipos de divisiones inferiores del club, y también es la sede del STIR Sportive de Zarzouna. Cuenta con capacidad para 2,000 espectadores y es de superficie artificial desde que fue remodelado en 2012.

## Eventos
Fue sede de un partido de la Copa Africana de Naciones 1965 en el que Costa de Marfil perdió 1-4 ante Ghana en la fase de grupos.
También fue usado como un campo de entrenamiento en la Copa Africana de Naciones 2004, por lo que también fue remodelado para la ocasión, ya que por su limitada capacidad no pudo ser considerado como una de las sedes para el evento.